# قانون 35 ساعة لأسبوع العمل

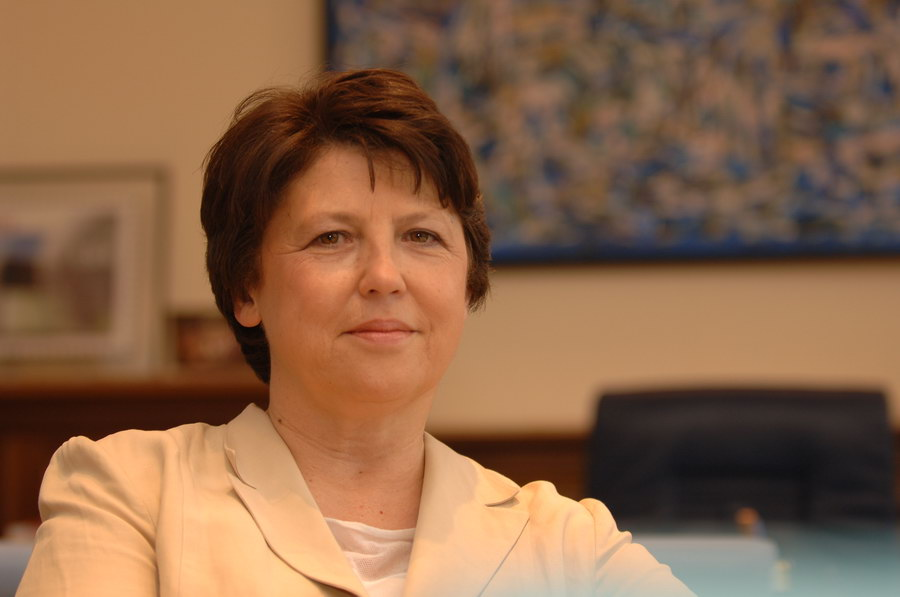
مارتين أوبري أب هذا القانون

إن قانون 35 ساعة لأسبوع العمل هو قانون اعتمد لأول مرة في فرنسا، في فبراير 2000، في ظل حكومة رئيس الوزراء ليونيل جوسبان اليسارية المجمعة. وقد قدمته وزيرة العمل مارتين أوبري.
كانت المدة القانونية السابقة لأسبوع العمل هي 39 ساعة، والتي حددها فرنسوا ميتيران، وهو عضو أيضًا في الحزب الاشتراكي. وكان تشريع 35 ساعة لأسبوع العمل ضمن برنامج الحزب الاشتراكي الانتخابي لعام 1981 والذي كان عنوانه 110 مقترح لفرنسا.
35 ساعة هو الحد القياسي القانوني لأسبوع العمل، وما بعده يعتبر ساعات عمل إضافية.

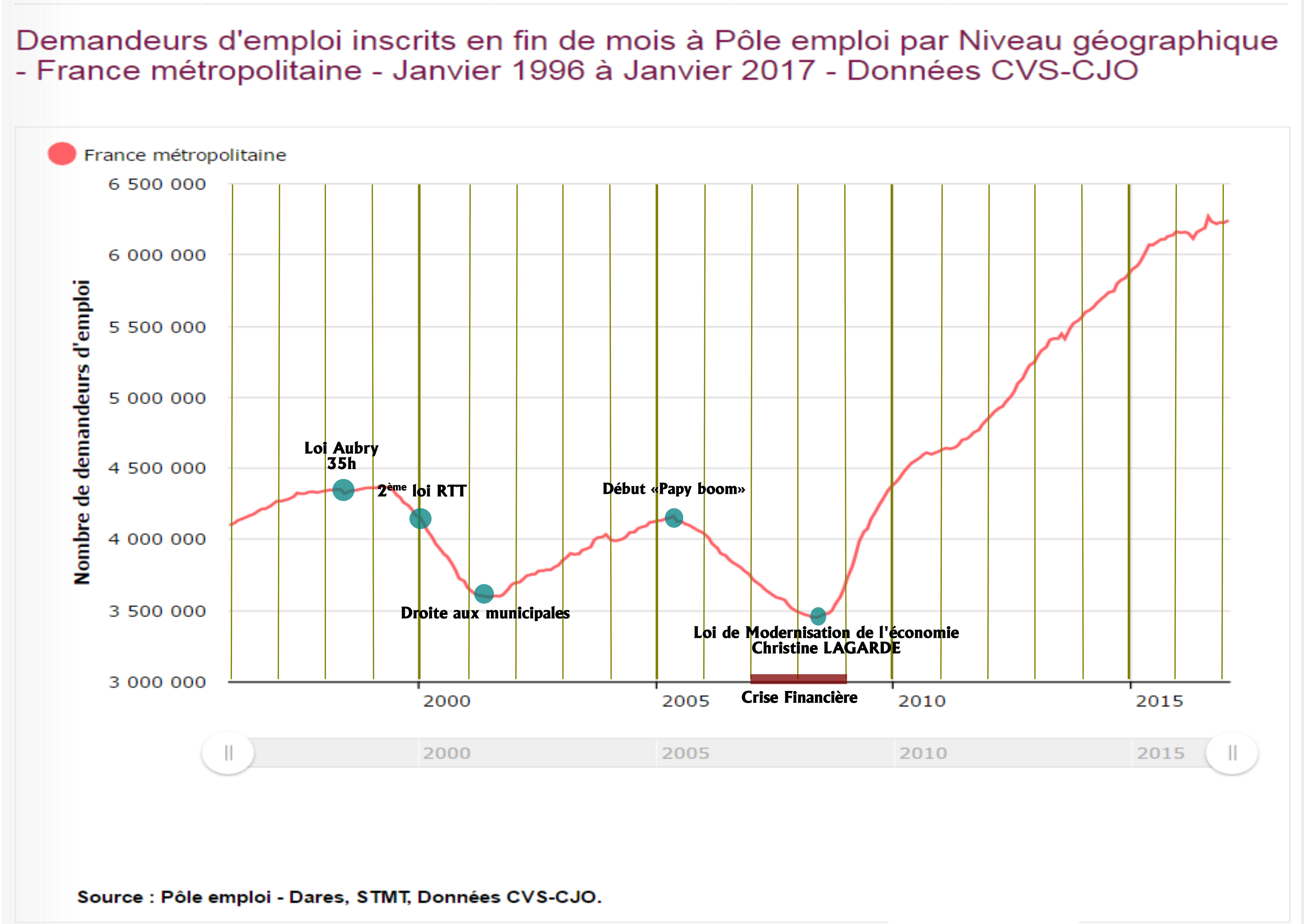
لاحظ أثر هذا القانون على البطالة

## الأساس المنطقي

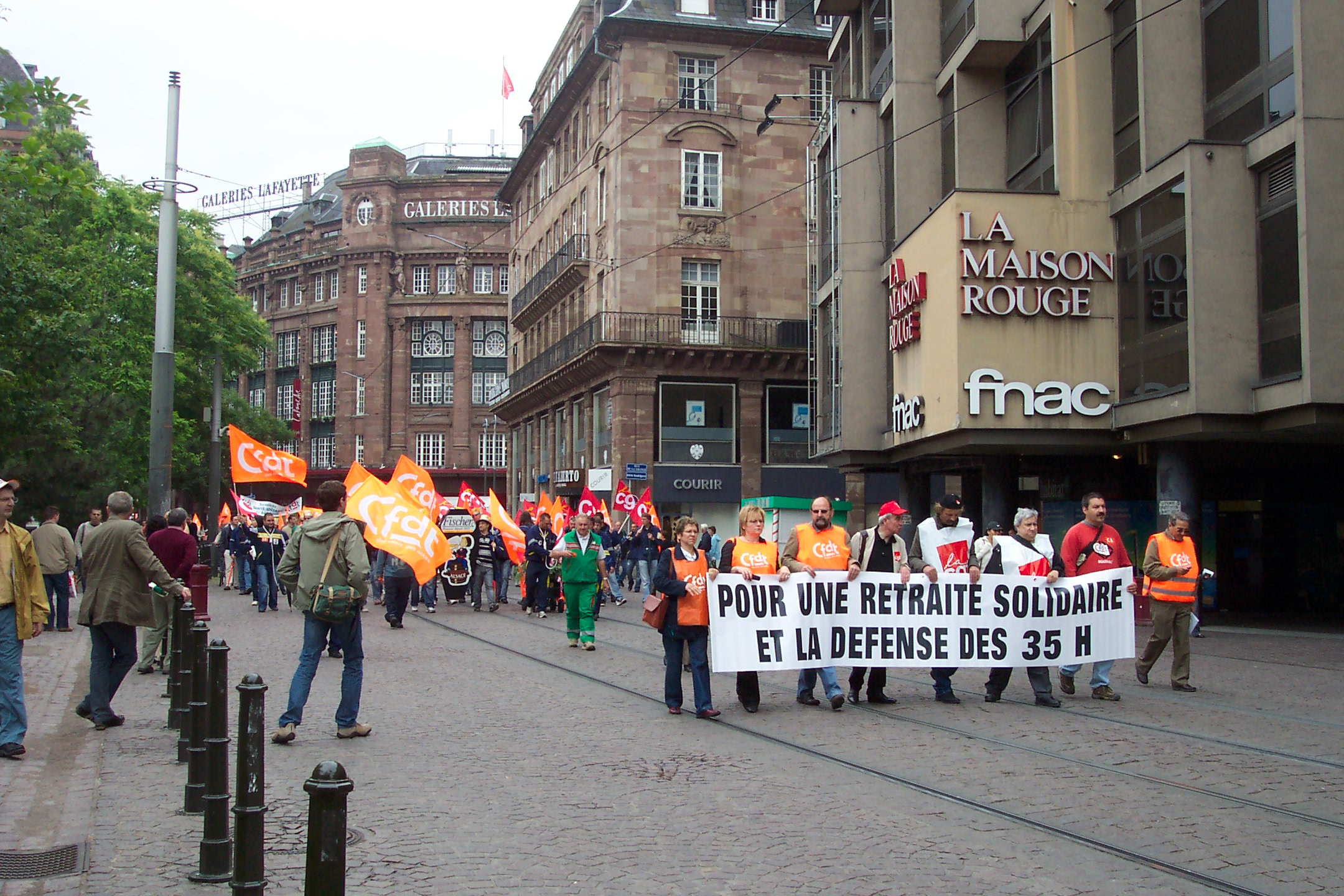
مظاهرة في ستراسبورغ من أجل الدفاع عن حق 35 ساعة فقط

(انظر المقالة وقت العمل، لمزيد من مناقشة الأسباب المرتبطة بالصحة ووقت الفراغ لتقليل ساعات العمل الأسبوعية.)
الأهداف الرئيسية المعلنة للقانون كانت مزدوجة:
- الحد من البطالة وتقسيم العمل بشكل أفضل، حيث كان السياق أن يعمل بعض الناس لفترة طويلة في حين يبقى آخرون دون عمل. أما تقليل ساعات العمل لكل عامل بنسبة 10.2% قد يتطلب نظريًا من الشركات تعيين المزيد من العمال في المقابل، والذي يعتبر علاجًا للبطالة
- الاستفادة من التحسينات في إنتاجية المجتمع الحديث لإعطاء العمال المزيد من الوقت الشخصي لتحسين جودة الحياة.

كان هناك سبب آخر وهو استفادة حكومة جوسبان من التغييرات المقدمة بقانون 35 ساعة لأسبوع العمل لتخفيف تشريعات القوى العاملة الأخرى.

## النقد
كان قانون 35 ساعة لأسبوع العمل مثيرًا للجدل في فرنسا. وبصفة عامة، أيدته الأحزاب اليسارية والنقابات العمالية، بينما عارضته الأحزاب المحافظة واتحاد أصحاب العمل لحركة الأعمال في فرنسا (MEDEF). وزعم من انتقد قانون 35 ساعة لأسبوع العمل أنه أثبت فشله لأنه لم يحقق الهدف منه وهو زيادة نسبة التوظيف.
فمن وجهة نظرهم، أدى إحجام الشركات عن قبول عمال جدد إلى زيادة حصص الإنتاج لكل ساعة بدلاً من ذلك. ووفقًا للأحزاب اليمينية والمعلقين الاقتصاديين، فإن السبب الرئيسي وراء تجنب الشركات الفرنسية توظيف عمال جدد هو أن لوائح التوظيف الفرنسية المتعلقة بمرونة العمل جعلت من الصعب تسريح العمال عند وقوع فترة اقتصادية سيئة.

## التعديلات التي أدخلت على القانون

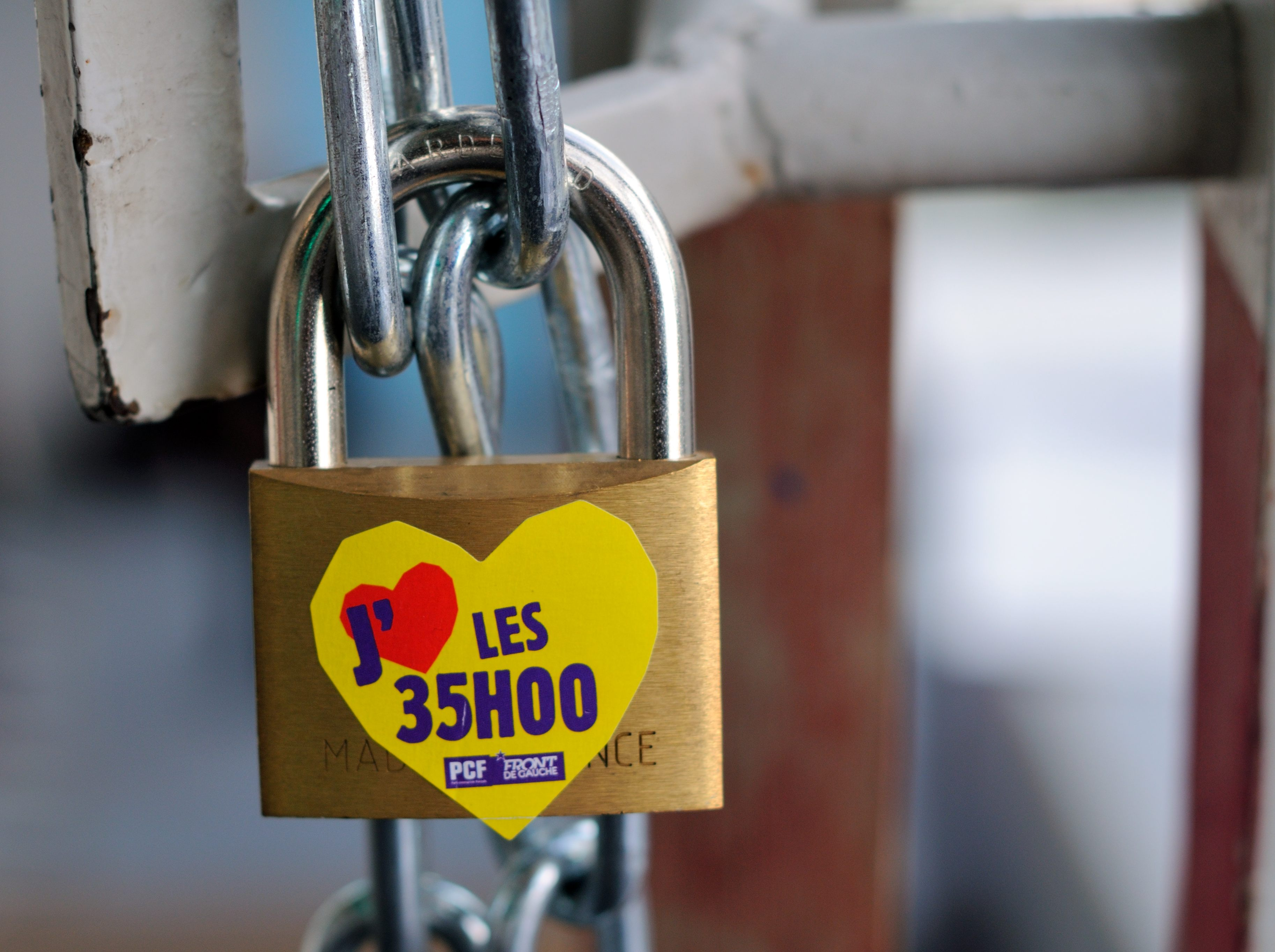
قفل تذكاري يخلد القانون)

دعمت إدارة رافاران، التي كان بعض أعضائها من أشد المنتقدين للقانون، تدريجيًا مزيدًا من التسهيلات القانونية لمتطلبات وقت العمل القانونية. وفي 22 ديسمبر 2004، قام البرلمان الفرنسي بزيادة الحد الأقصى لعدد ساعات العمل الإضافية سنويًا من 180 ساعة إلى 220 ساعة، وفي 31 مارس 2005، زاد قانون آخر احتمالات ساعات العمل الإضافية.

## وصلات خارجية
- (بالفرنسية) Official governmental site on the 35-hour workweek
- (بالفرنسية) Evaluation of the 35-hour workweek by المعهد الوطني للإحصاء والدراسات الاقتصادية